# هو جين تاو يدي
هو جين تاو يدي (بالصينية: 胡惟德) (و. 1863 – 1933 م) هو دبلوماسي، وسياسي من الصين.